# Pallenopsis notiosa
Pallenopsis notiosa is een zeespin uit de familie Pallenopsidae. De soort behoort tot het geslacht Pallenopsis. Pallenopsis notiosa werd in 1992 voor het eerst wetenschappelijk beschreven door Child. 